# 氷見市立窪小学校
氷見市立窪小学校（ひみしりつ くぼしょうがっこう）は富山県氷見市にある公立小学校。

## 通学区域
柳田（2502番地3、2502番地5-7、2506番地1-28、2599番地1-8、2601番地1-12を除 く）　園　窪（通称松田江を除く）

## 進学先
- 氷見市立西條中学校

## 周辺
- 国道415号
- 国道160号
- 氷見警察署

## 著名な出身者
- 海道衛秀（ハンドボール選手）[要出典]
- 山田龍聖（野球選手）